# ساقلتة (مركز)
مركز ومدينة ساقلتة بمحافظة سوهاج هو مركز إدارى مصري حديث بالنسبة لتاريخ مراكز المحافظة يقع شمال شرق محافظة سوهاج ويحده من الغرب نهر النيل ومن الشرق جبال البحر الأحمر ومن الجنوب مركز أخميم ومن الشمال محافظة اسيوط.

## تاريخها
هي من القرى القديمة، اسمها القديم «ساقية قلتة»، وردت به في قوانين ابن مماتي وفي تحفة الإرشاد من أعمال القوصية، وفي معجم البلدان: قُلْتَة قرية حسنة تعرف بسواقى قلتة بالصعيد من شرق النيل دون أخميم بمصر؛ وفي التحفة: ساقية قلتة بالأعمال السيوطية نقلا من الأخميمية.
ثم حرّف الاسم بإدماج الصدر في العجز، فصارت «ساقلتة»، كما وردت في دفاتر الروزنامة القديمة وفي تاريخ سنة 1231هـ، وفي سنة 1877 عرفت باسم «ساقلته والعرب» في جداول وزارة المالية.